# Rhagio conspicuus
Rhagio conspicuus är en tvåvingeart som först beskrevs av Ignaz Rudolph Schiner 1860.  Rhagio conspicuus ingår i släktet Rhagio och familjen snäppflugor. Inga underarter finns listade i Catalogue of Life.